# Топохимия
Топохимия — раздел химии, изучающий твердофазные реакции, протекающие локально, в определённых участках твёрдого тела. Там же локализуется и твёрдая фаза продукта.
Типичные сферы применения топохимии: выщелачивание горных пород, восстановление металлов из руд, обжиг, некоторые стадии фотографического процесса, химическое травление.
Наибольшее достижение современной топохимии как науки — участие в разработке технологий эпитаксии.